# Денні Бланчфлауер
Денні Бланчфлауер (англ. Danny Blanchflower, нар. 10 лютого 1926, Белфаст — пом. 9 грудня 1993, Лондон) — північноірландський футболіст, що грав на позиції півзахисника. По завершенні ігрової кар'єри — футбольний тренер. Старший брат іншого футболіста збірної Північної Ірландії Джекі Бланчфлауера.
Виступав за англійські клуби «Барнслі», «Астон Вілла» та «Тоттенгем Готспур», а також національну збірну Північної Ірландії, у складі якої був учасником чемпіонату світу 1958 року.

## Ранні роки
Народився 10 лютого 1926 року в місті Белфаст. Любов до футболу йому прищепила мама, вона була центральним нападником місцевої жіночої команди. 
Після закінчення школи Равенскрофт Денні поступив в Белфастський технологічний коледж. А після його завершення влаштувався учнем електрика на місцевій цигаркового фабриці. 
1943 року Денні Бланшфлауер пішов на фронт. Приховавши свій вік, він вступив до лав Королівських військово-повітряних сил. Після кількох місяців служби Бланчфлауер був направлений на стажування в Сент-Ендрюський університет. А в 1945 році був відряджений до Канади на перепідготовку. 

## Клубна кар'єра
1946 року Денні повернувся на батьківщину і почав кар'єру футболіста, ставши гравцем юнацької команди «Гленторана».
У дорослому футболі дебютував 1949 року виступами за англійський «Барнслі», в якому провів два сезони у Другому дивізіоні, взявши участь у 68 матчах чемпіонату.
Своєю грою за цю команду привернув увагу представників тренерського штабу клубу Першого дивізіону «Астон Вілла», до складу якого приєднався на початку 1951 року за 15 тис. фунтів. Відіграв за команду з Бірмінгема наступні три сезони своєї ігрової кар'єри і навіть став її капітаном. Більшість часу, проведеного у складі «Астон Вілли», був основним гравцем команди.
1954 року за 30 тисяч фунтів Бланчфлауер перейшов до клубу «Тоттенгем Готспур», за який відіграв 10 сезонів. Граючи у складі «Тоттенгем Готспур» також здебільшого виходив на поле в основному складі команди. За цей час виборов титул чемпіона Англії, став дворазовим володарем Кубка Англії та Суперкубка Англії, а також володарем Кубка Кубків УЄФА. Завдяки цьому Бланчфлауер увійшов в офіційну «команду мрії» і Зал слави «Тоттенгема».
Завершив професійну кар'єру футболіста виступами за команду «Тоттенгем Готспур» у 1964 році.

## Виступи за збірну
1949 року дебютував в офіційних матчах у складі національної збірної Північної Ірландії.
У складі збірної в статусі капітана був учасником чемпіонату світу 1958 року у Швеції, де ірландці несподівано змогли пройти груповий етап, а Бланчфлауер зіграв в усіх п'яти матчах за збірну і потрапив у символічну збірну чемпіонату світу.
Протягом кар'єри у національній команді, яка тривала 15 років, провів у формі головної команди країни 56 матчів, забивши 2 голи (обидва на Домашньому чемпіонаті).

## Кар'єра тренера
Розпочав тренерську кар'єру, повернувшись до футболу після тривалої перерви, 1976 року, очоливши тренерський штаб збірної Північної Ірландія. Збірна грала дуже невдало, не пройшла на чемпіонат світу 1978 року та займала останні місця на Домашніх чемпіонатах.
Одночасно з роботою в збірній 1978 року Денні очолив «Челсі». Під керівництвом Бланчфлауера «пенсіонери» зайняли останнє місце в Першому дивізіоні. Через це 1979 року Бланчфлауер пішов з обох команд.

## Останні роки
З кінця 1970-их років Бланшфлауер не займався професійною діяльністю. Свої останні роки життя він хворів на хворобу Альцгеймера. 1983 року в фільмі Those Glory Glory Days зіграв самого себе.
Помер 9 грудня 1993 року на 68-му році життя в своєму будинку в Лондоні.
У 2003 році він був введений в Англійський футбольний зал слави.

## Титули і досягнення

### Командні
- Чемпіон Англії (1):

«Тоттенгем Готспур»: 1960-61
- Володар Кубка Англії (2):

«Тоттенгем Готспур»: 1960-61, 1961-62
- Володар Суперкубка Англії (2):

«Тоттенгем Готспур»: 1961, 1962
- Володар Кубка Кубків УЄФА (1):

«Тоттенгем Готспур»: 1962–63

### Особисті
- Футболіст року за версією АФЖ: 1958, 1961
- У символічній збірній чемпіонату світу: 1958